# Taneda Santōka

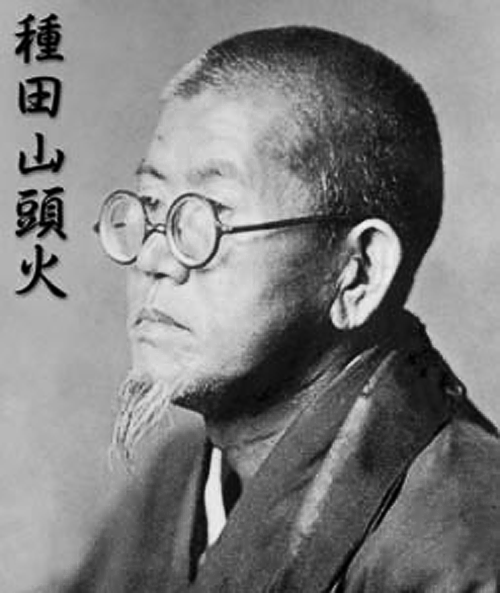
Taneda Santōka

Taneda Santōka (jap. 種田 山頭火; * 3. Dezember 1882 in Nishisabarei (heute: Hōfu); † 11. Oktober 1940 in Matsuyama), eigentlich Taneda Shōichi (種田 正一), häufig nur bei seinem Pseudonym Santōka genannt, war ein japanischer Haiku-Dichter der Meiji-, Taishō- und frühen Shōwa-Zeit. Er ist einer der bekanntesten Vertreter des freien Haiku. Er erhielt 1925 im Hōon-Tempel (報恩寺, Hōon-ji) zu Kumamoto die Priesterweihe und nahm den Namen Kōho (耕畝) an.

## Leben
Taneda Santōka wurde am 3. Dezember 1882 als Sohn eines Großgrundbesitzers in dem Dorf Nishisabarei (佐波令村, Nishisabarei-mura, heute ein Teil der Stadt Hōfu), Präfektur Yamaguchi geboren. Im Alter von 11 Jahren verlor er seine Mutter, die sich selbst das Leben nahm. Nach dem Besuch der damaligen Yamaguchi-Mittelschule begann er ein Studium der Literatur an der Waseda-Universität, brach das Studium wegen Nervenschwäche aber ab, kehrte nach Hause zurück, erhielt eine Heilbehandlung und half nebenbei in der heimischen Sake-Brauerei.
Im Jahre 1911 heiratete er. Ebenfalls 1911 begann Taneda Santōka, Beiträge für die von Ogiwara Seisensui herausgegebenen Zeitschrift Sōun zu verfassen, wurde dann 1913 Seisensuis Schüler und nahm ab 1916 auch aktiv an der Gestaltung der Zeitschrift teil.
Die Familienbrauerei ging bald darauf wegen des ausschweifenden Lebensstiles des Vaters und seines eigenen Verhaltens im betrunkenen Zustand bankrott, woraufhin Santōka mit Frau und Kind nach Kumamoto umzog. Nachdem ihm dort jedoch die Arbeit in einem Buchantiquariat nicht gut gelungen war, folgte 1920 die Scheidung, wonach er allein nach Tōkyō ausriss. Sein Vater und jüngerer Bruder nahmen sich daraufhin das Leben.
Nach dem Großen Kantō-Erdbeben im Jahre 1923 floh er aus Tōkyō und kehrte zu seiner geschiedenen Frau nach Kumamoto zurück. Aus Verzweiflung unternahm er einen Selbstmordversuch, doch Mochizuki Gian (望月 義庵), der Vorsteher Zentempels Hōon-ji in Kumamoto half ihm, woraufhin er Tempeldiener wurde. 1924 erhielt er die Priesterweihe und nannte sich Kōho (耕畝).
1925 verließ er den Tempel und verfasste, im Priesterkleid durch den Westen Japans reisend, Haiku.
1932 ließ er sich in der Stadt Ogōri seiner alten Heimat, Präfektur Yamaguchi, nieder und lebte in einer Hütte, die er Gochūan (其中庵) nannte. 1939 zog er nach Yamaguchi und nannte seine dortige Hütte Issōan (一草庵). In dieser endete im darauffolgenden Jahr sein Leben. Er wurde 57 Jahre alt.